# (35575) 1998 HC18
1998 HC18 (asteroide 35575) é um asteroide da cintura principal. Possui uma excentricidade de 0.13106010 e uma inclinação de 3.40367º.
Este asteroide foi descoberto no dia 18 de abril de 1998 por LINEAR em Socorro.